# 嶺南鍾榮光博士紀念中學
嶺南鍾榮光博士紀念中學（英語：Lingnan Dr. Chung Wing Kwong Memorial Secondary School）是香港一所政府津貼中學，為嶺南教育機構屬下學校之一。學校的命名是為了紀念已故廣州的嶺南大學首任華人校長鍾榮光博士。

## 歷史
此校於1968年由嶺南大學香港同學會申請於何文田開辦，1970年起改由嶺南教育機構跟進。1977年，因九龍城區中學學額需求飽和，政府改為分配荔景邨現址的校舍。
按照原訂時間表，現存校舍將於1978年竣工，但因施工延誤而需借用同邨慕光小學校舍上課，首年開辦12班以英語授課的中一。一年後，此校才遷入現址永久校舍。其後，首屆中五於1983年畢業，翌年取消級社制度。
因政府在1997年以後實施「母語教學」政策，而此校未達開設英文班標準，需由中、英文混合制改為全中文授課，並維持至今。

## 歷任行政人員

### 校監
- 陳德泰 先生（擬任命為首任校監，沒有到任）
- 1978年-1983年：鄔振森 先生
- 1984年-1988年：郭志仁 先生
- 1989年-1993年：伍步高 先生
- 1993年-1995年：蔡祖光 先生
- 1996年-1999年：林昍 先生
- 2000年-2003年：楊革非 先生
  - 2004年：蔡祖光 先生（署任校監）
- 2004年-2008年：翁燦燐 先生
- 2008年-2012年：潘國華 先生
- 2013年-2018年：呂岳枝 先生
- 2019年起：吳桂華 先生（現任校監）

### 校長
- 1978年-1983年：彭煥堯 先生（創校校長，1983年休假期間猝死）
- 1983年-1988年：黎邦洋 先生（首半年為署任校長，其後獲得真除）
- 1988年-2012年：李成新 博士（原崇真書院及港澳信義會慕德中學校長[10]）
  - 1998年-1999年：畢麗華 女士（署任校長）
- 2012年-2018年：朱蓓蕾 女士
  - 2018年中-2019年3月：招世良 先生（署任校長）
- 2019年3月起：鄺綺詩 女士

## 事件
2001年9月，此校教師楊耀聲疑因不堪工作壓力，於沙田美林邨美槐樓跳樓自殺身亡，終年42歲。
2006年12月，此校三名中三女生聲稱另外兩位同學偷走其MP3機，並先後襲擊及恐嚇各事主。其後，三人分別自首或被警方拘捕，並被控以普通襲擊及刑事恐嚇罪。
2018年，此校被前職員投訴假借社工職位，事實上聘請校內雜務，而該社工於履新不久後即被解僱。

## 註解
1. ↑  此校在取消級社前，已按照入學年份建立六個級社，分別為嶺、南、紅、灰、康、樂六社；自1984年起入學學生，則不再成立級社。

## 外部連結
- 嶺南鍾榮光博士紀念中學 （页面存档备份，存于）
- 嶺南教育機構 （页面存档备份，存于）